# LKS Śląsk Reńska Wieś
LKS Śląsk Reńska Wieś (celým názvem Ludowy Klub Sportowy Śląsk Reńska Wieś) je polský fotbalový klub z hornoslezské obce Reńska Wieś založený roku 1911. Letopočet založení je i v klubovém emblému. Domácím hřištěm je stadion LKS Śląsk Reńska Wieś s kapacitou 2 500 míst. Klubové barvy jsou modrá a bílá. Hraje v sedmé polské lize.

## Názvy klubu
Dřívější názvy klubu byly SSV (Sport und Spielverein) Reinschdorf, DJK (Deutsche Jugend Klub) Reinschdorf (junioři), Gwardia Reńska Wieś.